# Mąkolnica
Mąkolnica (niem. Maifritzdorfer Bach) – potok górsko-wyżynny w Sudetach Wschodnich, w Górach Złotych i Obniżeniu Otmuchowskim w woj. dolnośląskim.
Mąkolnica wybija ze szczytu Jawornik Wielki, a uchodzi po prawej stronie do Nysy Kłodzkiej. Przepływa przez Wąwóz Mąkolnicy.
Mąkolnica przepływa przez miejscowości: Chwalisław, Mąkolno-Góry, Mąkolno-Zakład, Mąkolno, Sosnowę (Rogów) i przed wjazdem do Kamieńca Ząbkowickiego.